# Galeria sztuki współczesnej
Galeria sztuki współczesnej (ang. contemporary art gallery), również galeria współczesna – publiczna albo prywatna instytucja kultury lub też część muzeum prezentująca sztukę współczesną. Termin angielski odnosi się właściwie wyłącznie do galerii prywatnej, w Polsce ma znaczenie bardziej ogólne. Działalność galerii sztuki współczesnej opiera się na programie wystawienniczym realizowanym przez kuratora lub kuratorów wraz z zespołem.

## Galerie publiczne
Publiczne galerie sztuki współczesnej działają w sposób zbliżony do muzeów, często poza zmiennym programem wystaw czasowych prezentując własną kolekcje jako ekspozycję stałą. Galerie publiczne zajmują często całe budynki, nazywane są wówczas centrami lub też czasem muzeum. W Polsce galerie publiczne można również podzielić ze względu na główne źródło finansowania między galerie państwowe oraz samorządowe w tym wojewódzkie i miejskie.

## Galerie prywatne
Galerie prywatne to miejsca prezentujące sztukę współczesną zarządzane przez osoby prywatne, lub organizacje pozarządowe wyłączone z systemu publicznych instytucji kultury. Istnieje wiele modus operandi galerii prywatnych lecz zazwyczaj dzieli się je na dwie główne kategorie - galerie komercyjne i galerie niekomercyjne.

### Galerie komercyjne
Galerie, których podstawowym źródłem finansowania działalności wystawienniczej jest sprzedaż prezentowanych prac. Celem ich działalności niekoniecznie musi być sam zysk a wiele z nich funkcjonuje na zasadach organizacji pozarządowej. Typowym przykładem takiej galerii jest Gallery Row w Los Angeles. W Polsce przykładem mogą być Fundacja Galerii Foksal w Warszawie, Galeria Starmach w Krakowie czy Galeria Ego w Poznaniu. Szczególnym przypadkiem komercyjnej galerii współczesnej jest vanity gallery, gdzie pobiera są opłaty od artystów za wystawiania ich pracy.
W Warszawie część galerii komercyjnych skupiona jest wokół inicjatywy Warsaw Gallery Weekend, corocznego wspólnego otwarcia wystaw w ostatni weekend września.

### Galerie niekomercyjne
Galerie działające na zasadach niezależnych instytucji kultury finansujące swój program z grantów, sprzedaży biletów, kawiarni, darowizn czy też sponsoringu.
W Polsce istnieje silna tradycja galerii niekomercyjnych. Począwszy od Centr Sztuki Współczesnej przez dawne Biura Wystaw Artystycznych (BWA), galerie prywatne mające swój rodowód w niezależnym ruchu artystycznym aż po najnowsze galerie niezależne działające poza odgórnymi strukturami administracji, a także bez podległości prawom rynku. Zarówno galerie niekomercyjne jak i komercyjne pełnią ważną funkcję społeczną oraz kulturotwórczą, wypełniając role do których instytucje publiczne są niezdolne.
Warto zaznaczyć, że wstęp do większości galerii komercyjnych jest bezpłatny.

## Galerie sztuki współczesnej w Polsce

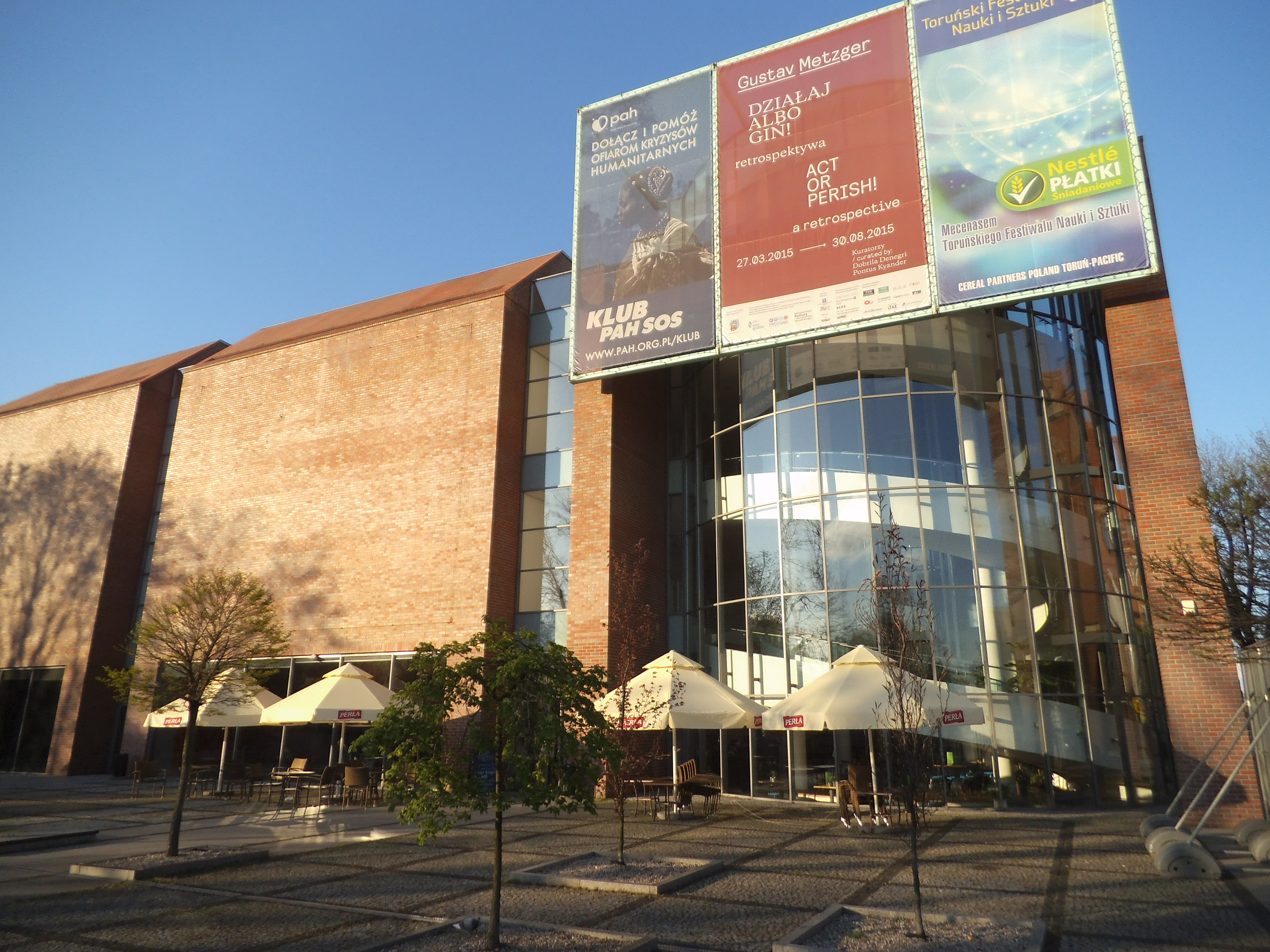
Centrum Sztuki Współczesnej Znaki Czasu w Toruniu

### Centra sztuki współczesnej i muzea
- Centrum Sztuki Współczesnej Zamek Ujazdowski w Warszawie
- Instytut Sztuki Wyspa w Gdańsku
- Centrum Sztuki Współczesnej Kronika w Bytomiu
- Centrum Sztuki Współczesnej „Łaźnia” w Gdańsku
- Centrum Sztuki Współczesnej Znaki Czasu w Toruniu
- Centrum Sztuki Współczesnej Solvay w Krakowie
- Mazowieckie Centrum Sztuki Współczesnej „Elektrownia” w Radomiu.
- Muzeum Sztuki Nowoczesnej w Warszawie
- Muzeum Sztuki Współczesnej w Krakowie

### Wybrane galerie publiczne
- Białystok: Galeria Arsenał
- Bielsko-Biała: Galeria Bielska BWA
- Bydgoszcz: Galeria Miejska BWA
- Cieszyn: Galeria Szara
- Czeladź, Galeria Sztuki Współczesnej Elektrownia
- Częstochowa: Galeria Konduktorownia
- Jelenia Góra: Biuro Wystaw Artystycznych
- Kalisz: Centrum Rysunku i Grafiki im. Tadeusza Kulisiewicza, Galeria Sztuki im. Jana Tarasina w Kaliszu (do 2010 Biuro Wystaw Artystycznych)
- Katowice: Galeria Sztuki Współczesnej BWA, Galeria Rondo Sztuki, galerie Centrum Kultury Katowice: Galeria Sektor I, Galeria Engram, Galeria Piętro Wyżej, Galeria Pusta, Galeria „5”
- Koszalin: Galeria Na Plebanii, Galeria Moje Archiwum, Galeria Scena
- Kraków: Galeria Krzysztofory, Galeria Potocka, Otwarta Pracownia, Galeria Sztuki Współczesnej „Bunkier Sztuki”
- Legnica: Galeria Sztuki[1]
- Lublin: Galeria Biała, Centrum Kultury, Galeria Labirynt
- Łódź: Galeria Atlas Sztuki, Galeria Manhattan, Galeria Wschodnia, Galeria Wymiany
- Opole: Galeria Sztuki Współczesnej
- Poznań: Galeria AT, Galeria ON, Galeria Art Stations, Galeria Miejska „Arsenał”, Galeria Raczej
- Słupsk: Bałtycka Galeria Sztuki Współczesnej
- Sosnowiec: Galeria Extravagance
- Szczecin: Zona Sztuki Aktualnej
- Toruń: Galeria Wozownia, Galeria Miłość
- Wałbrzych: Galeria Sztuki Współczesnej w Centrum Nauki i Sztuki „Stara Kopalnia”[2]
- Warszawa: Zachęta Narodowa Galeria Sztuki, Galeria Foksal, Galeria XX1, Galeria Piwna, Galeria Korekta
- Włocławek: Galeria Sztuki Współczesnej[3]
- Wrocław: Galeria Entropia, BWA Wrocław (Galeria Awangarda, Galeria Design, Galeria Szkła i Ceramiki, Studio BWA)
- Zielona Góra: Biuro Wystaw Artystycznych

### Wybrane galerie prywatne
- Gliwice: Galeria Sztuki Współczesnej Esta
- Kraków: Galeria Sztuki Współczesnej Kersten, Galeria Zderzak, Galeria Starmach
- Poznań: Galeria Ego, Galeria Piekary, Galeria Muzalewska, Galeria Polony, Galeria Nova, Rodriguez Gallery, Galeria FWD
- Warszawa: Fundacja Galerii Foksal, Galeria Raster, lokal 30, Galeria Le Guern, Galeria Leto, Galeria Propaganda, Galeria Sztuki Katarzyny Napiórkowskiej, Galeria Dawid Radziszewski, Galeria Atak, Galeria Profile, Galeria Monopol, Galeria m2, Galeria Stereo, Galeria Starter
- Wrocław: Permafo